# آتزیو
آتزیو (به ایتالیایی: Azzio) یک کومونه در ایتالیا است که در استان وارزه واقع شده‌است.

## خصوصیات
آتزیو ۲ کیلومترمربع مساحت و ۷۰۱ نفر جمعیت دارد.